# John Caley
John Caley FSA (1760–1834) est un archiviste et antiquaire britannique.

## Biographie
Il est le fils aîné de John Caley, un épicier de Bishopsgate Street, à Londres. Thomas Astle lui procure une place dans le Record Office de la Tour de Londres. En 1787, il reçoit de Lord William Bentinck, le Clerk of the Pipe, la garde des archives du bureau d'Augmentation, à la place de H. Brooker ; et en 1818, à la mort de George Rose (homme politique), il est nommé conservateur des archives de l'ancien trésor de Westminster. Entre-temps, il entre au Gray's Inn, le 11 janvier 1786, mais ne s'est jamais inscrit au barreau.
Lorsque la première Commission d'enregistrement est nommée en 1801, Caley en est secrétaire, poste qu'il occupe jusqu'à la dissolution de la commission en mars 1831. Un poste spécial, celui de sous-commissaire, pour superviser l'arrangement, la réparation et la reliure des archives, est créé pour lui, avec un salaire de 500 £ par an, en plus de ses deux autres postes.
Caley meurt dans sa maison d'Exmouth Street, Spa Fields, le 28 avril 1834, à l'âge de 71 ans. Sa bibliothèque, riche en topographie et en collections de rapports et de recherches faites par lui comme antiquaire légal pendant une période de cinquante ans, est vendue par Evans au mois de juillet suivant. Plusieurs de ses manuscrits sont acquis par le British Museum.

## Œuvres
En tant que sous-commissaire, Caley est coéditeur de quatorze des ouvrages entrepris par la commission. Il imprime également, à la demande de Thomas Burgess (évêque), quelques exemplaires de l'enquête ecclésiastique sur les possessions, etc., de l'évêque de Saint-David (1812).
En 1813, il s'engage, en collaboration avec Bulkeley Bandinel et Henry Ellis, à préparer une nouvelle édition du Monasticon de William Dugdale, qui s'étend sur six volumes, dont le premier parait en 1817, le dernier en 1830. Il fournit principalement des documents. Caley est élu membre de la Society of Antiquaries en mars 1786, et contribue un mémoire "Sur l'origine des Juifs en Angleterre" au huitième volume de l'Archæologia (pp. 389–405) Il produit diverses contributions : en 1789, un extrait d'un manuscrit du Bureau d'augmentation relatif à un compte rendu de garde-robe d'Henri VIII (ix. 243–52); en 1790 une estimation (temp. Henry VIII) du sanctuaire appelé Corpus Christi Shrine à York (x. 469–71); et en 1791 le "Survey of the Manor of Wymbledon, alias Wimbleton",' pris par les commissaires parlementaires en novembre 1649 (x. 399–448). Il était également membre de la Royal Society et de la Linnean Society, et membre de la Society of Arts.